# Маболо

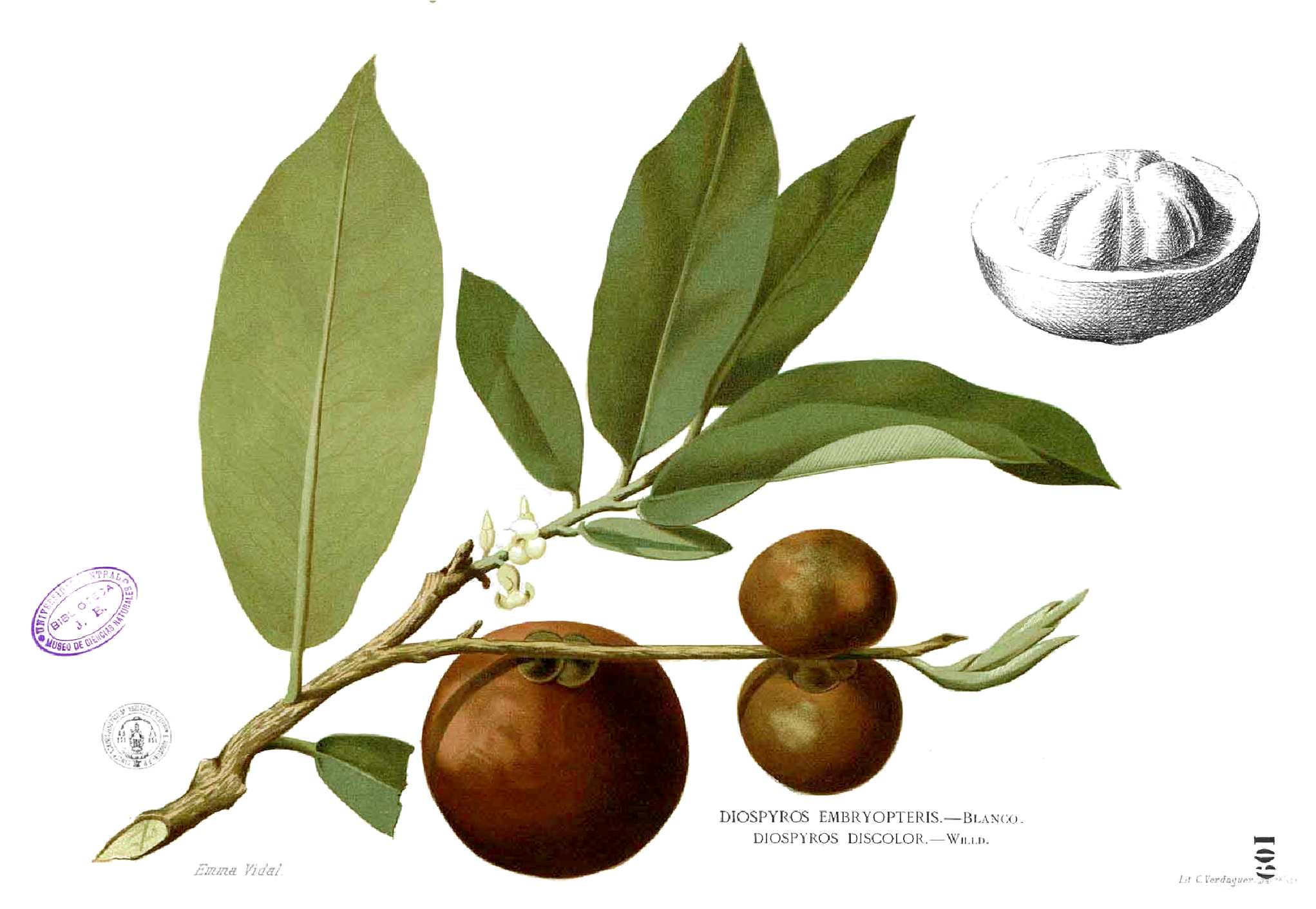
Ботанічна ілюстрація із книги Франциско Мануеля Бланко «Flora de Filipinas», 1880—1883

Маболо[джерело?] (Diospyros blancoi) — плодове дерево родини ебенові (Ebenaceae), вид роду хурма.

## Назва
Можливий переклад наукової назви виду. Хурма Бланко: рослина названа на честь Франсиско Мануеля Бланко (1778—1845), іспанського ченця і ботаніка, автора першої всебічної праці про природу Філіппін.
Назви на інших мовах: англ. Mabola, Velvet persimmon, ісп. Camagón, фр. Pommier velours, португальською Pécego-de-India.

## Поширення
Батьківщина маболо — Філіппіни. В наш час[коли?] культивується також в Індонезії, Малайзії та на Антильських островах (Куба, Ямайка, Пуерто-Рико, Тринідад).

## Ботанічна характеристика

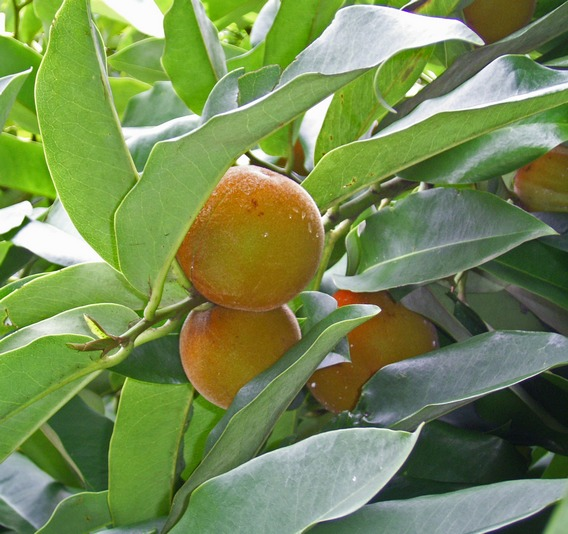
Плоди

Вічнозелене дерево, яке повільно росте, заввишки 18-33 м з чорною борознистою корою і діаметром стовбура до 80 см.
Листки довгасті темно-зелені шкірясті, гладкі і глянсові зверху, 15-22,8 см завдовжки і 5-9 см шириною.
Плід овальний або сплющений, 5-10 см завширшки, з рожевою, коричнюватою, жовтою, помаранчевою чи пурпурно-червоною шкіркою з оксамитовою поверхнею, біля основи прикритий жорсткою чашечкою. На дереві плоди часто ростуть попарно. Шкірка цілого плоду має різкий, неприємний, сируватий запах. М'якоть білувата, міцна, борошниста, волога, але не соковита, з м'яким солодким яблучно-банановим ароматом. Насіння коричневе, клиноподібне, покрите білуватими мембранами, 4 см завдовжки і 2,5 см завширшки, розташовуються навколо центрального ядра в кількості 4-8 штук. Іноді трапляються плоди без насіння.

## Використання

### Плоди
Плоди маболо їстівні, вони додаються в фруктові салати, сиропи, смажаться на маслі.
На поверхні плодів є маленькі волоски, які можуть сильно дратувати шкіру і слизову оболонку рота людини. Тому рослина відома під назвою «оксамитове яблуко» або «Хурма оксамитова». Перед вживанням з плодів потрібно видаляти шкірку.

### Деревина
Деревина дуже тверда і щільна, темного кольору. Як і деякі інші дерева з твердою деревиною, маболо називають залізним деревом, тому що вироби з нього міцні, як з заліза.
Вкрай рідкісний різновид чорного ебена, відома під назвою Місячний Ебен. Чорна деревина якого з красивою точкової фактурою використовується для виготовлення меблів і дерев'яного зброї (зазвичай палиць для Ескріма).

## Охорона
Цей вид знаходиться під загрозою зникнення і захищений Філіппінським законодавством. Незаконним є експорт маболо з країни без спеціального дозволу з боку Бюро лісового господарства, Міністерства охорони навколишнього середовища і природних ресурсів.